# Natives
Natives (Natives Éditions o Natives Communications) è una casa editrice francese creata nel 1996. È specializzata nell'edizione di libri d'arte (fotografia, pittura), opere di musicologia e produzione discografica.

## Artisti principali
- Asca S.R. Aull
- Michel Chapuis
- Pierre Espagne
- Philippe Foulon
- Guy de Malherbe
- Marina Tchebourkina
- Xavier Zimbardo